# Котюжаны (посёлок)
Котюжаны (укр. Котюжани) — посёлок, входит в Мурованокуриловецкий район Винницкой области Украины.
Население по переписи 2001 года составляло 93 человека. Почтовый индекс — 23440. Телефонный код — 4356. Занимает площадь 0,058 км². Код КОАТУУ — 522884802.

## Местный совет
23441, Вінницька обл., Мурованокуриловецький р-н, с. Обухів, вул. Сонячна, 22